# Tincry
Tincry település Franciaországban, Moselle megyében. Lakosainak száma 173 fő (2022. január 1.). Tincry Bacourt, Delme, Hannocourt, Prévocourt, Thimonville, Viviers és Xocourt községekkel határos.

## Népesség
A település népessége az elmúlt években az alábbi módon változott:
| Lakosok száma | 164  | 171  | 179  | 174  | 174  | 174  | 174  | 173  | 173  |
|               | 2013 | 2015 | 2016 | 2017 | 2018 | 2019 | 2020 | 2021 | 2022 |